# Leonid Agutin
Leonid Nikolayevich Agutin (en ruso: Леонид Николаевич Агутин; 16 de julio de 1968 en Moscú) es un músico y compositor ruso, nombrado "Artista Meritorio de la Federación Rusa" en 2008. Ha estado activo desde comienzos de la década de 1990 y ha publicado diez álbumes de estudio y tres álbumes recopilatorios, cubriendo géneros musicales como el pop, el jazz, el rock y la Bossa Nova.

## Biografía

### Primeros años y familia
Agutin nació en Moscú, Unión Soviética, el 16 de julio de 1968. Su familia era judía. Su padre, Nikolai Petrovich Agutin, fue un músico, y su madre, Lyudmila Leonidovna Shkol'nikova, una maestra de escuela primaria. Su padre se desempeñó como cantante en el grupo soviético Golubiye Gitary (Guitarras Azules) y trabajó como director de los populares grupos musicales soviéticos Veseliye Rebyata (Niños Felices), Poyuschiye Serdtsa (Corazones Cantantes) y Pesniary (Cantantes).
Además de recibir una educación escolar regular, el joven Agutin también completó un curso de piano en la escuela de Jazz de Moscú Moskvorechie. Más tarde sirvió en el ejército en la frontera entre Rusia y Finlandia. En 1991, Agutin comenzó a hacer giras por las antiguas repúblicas soviéticas como telonero de otros intérpretes. Dos años más tarde, se graduó en el Instituto Estatal de Cultura de Moscú. En 1997 contrajo matrimonio con la intérprete de teatro Anzhelika Varum, su segunda esposa.
Agutin tiene dos hijas, Elisaveta con Varum, y Polina con la bailarina rusa María Vorobyeva. Aparte de la música, le gusta coleccionar cruces y jugar al billar. También es un creyente convencido de las predicciones de los astrólogos.

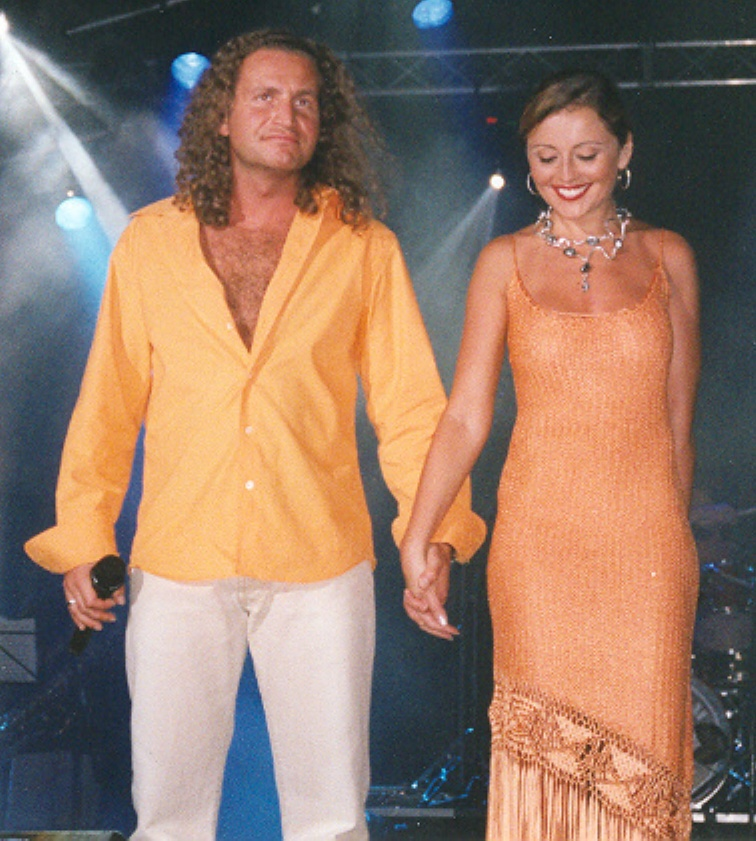
Aguntin y su esposa Anzhelika Varum en 2002.

### Carrera
En 1991, Agutin empezó a realizar giras por la Unión Soviética. Participó y ganó el concurso internacional de música pop de Yalta en 1992, y también ganó un concurso similar en Jūrmala en 1993. Publicó su primer álbum en solitario, Bosonogiy Malchik (Barefoot Boy) en 1994, que fue un éxito en Rusia y ayudó a impulsar su carrera. El álbum ascendió en las listas de éxitos y ganó los premios Grammy rusos en las categorías "Cantante del Año", "Canción del Año" y "Álbum del Año". Exitosas canciones como "Hop hey, la ley" y "Golos visokiy travy" le dieron mayor trascendencia al disco.
En 1995, Agutin lanzó su segundo álbum, titulado Dekameron. Fue otro éxito comercial y, junto con Filipp Kirkórov, Valeri Meladze y Liubé, Agutin se convirtió en uno de los artistas más laureados en los Grammy rusos.

#### Cosmopolitan Life
El músico lanzó el álbum Cosmopolitan Life con el guitarrista estadounidense Al Di Meola en 2005, el cual obtuvo reconocimiento mundial como resultado de la presentación de ambos músicos en el popular Festival de Jazz de Montreux. Después del festival, los directores austriacos Hannes Rossacher y Rudi Dolezal de DoRo Productions realizaron un documental sobre las vidas de Agutin y Di Meola, denominado Cosmopolitan Live y estrenado en febrero de 2008.

## Discografía
| Título original                     | Título internacional                | Año  |
| ----------------------------------- | ----------------------------------- | ---- |
| Босоногий мальчик                   | Barefoot Boy                        | 1994 |
| Декамерон                           | Decameron                           | 1996 |
| Летний дождь                        | Summer Rain                         | 1998 |
| Служебный роман                     | Workplace Romance                   | 1999 |
| Леонид Агутин                       | Leonid Agutin                       | 2001 |
| Дежа вю                             | Deja Vu                             | 2003 |
| Cosmopolitan Life (con Al Di Meola) | Cosmopolitan Life (con Al Di Meola) | 2005 |
| Любовь. Дорога. Грусть и Радость.   | Love. Path. Sadness and Happiness.  | 2007 |
| Время последних романтиков          | Time of Last Romantics              | 2012 |
| Тайна склеенных страниц             | A Secret of Agglutinated Pages      | 2013 |